# Парламентские выборы в Испании (октябрь 1836)
Парламентские выборы 2 октября 1836 года в Испании стали вторыми в истории Испании выборами в Учредительное собрание (исп. Cortes Constituyentes). Работа нового законодательного органа в итоге привела к установлению в стране режима конституционной монархии, аналогичной французской или бельгийской парламентским системам того времени.

## Предыстория
На выборах в июле 1836 года победу смогли одержать умеренные либералы («модерадос») во главе с премьер-министром Франсиско Хавьером де Истурисом, поддержанные группой диссидентов из числа прогрессистов. Но во время первой сессии новых Кортесов сразу в нескольких городах вспыхнули восстания недовольных политикой «модерадос». Попытки Истуриса сохранить ситуацию под контролем провалились. Более того, 12 августа восстала королевская гвардия, вместе с Национальной милицией (городским ополчением) захватив королевский дворец Ла-Гранха, где проходила сессия парламента. Взбунтовавшиеся гвардейцы и ополченцы потребовали восстановить Конституцию 1812 года. Королева-регент была вынуждена пойти на встречу восставшим. Истурис был уволен и назначены новые выборы на октябрь.

## Избирательная система
Выборы проходили в соответствии с «Королевской хартией» по мажоритарной системе относительного большинства. 258 депутатов предстояло избрать в 48 многомандатных избирательных округах и одном одномандатном.

## Результаты
Выборы выиграла Прогрессивная партия.

## После выборов
Первая сессия Учредительных Кортесов началась 24 октября 1836 года. Председателем парламента был избран Альваро Гомес Бесерра, впоследствии глава испанского правительства. В дальнейшем председатели кортесов менялись каждый месяц.
18 июня 1837 года была принята новая конституция Испании. Прогрессивные либералы выступали против «Королевской хартии» 1834 года, так как она не соответствовала принципам национального суверенитета и разделения властей. В то же время, понимая очевидную невозможность восстановить конституцию 1812 года, прогрессисты решили разработать новую конституцию, которая была бы принята как прогрессистами, так и умеренными. Особенно это было важно в критический момент гражданской войны, когда требовалось сохранить единство либеральных сил перед лицом общего врага, «карлистов», отрицавших любые либеральные реформы и выступавших за сохранение абсолютизма. Конституция 1837 года стала первой серьёзной попыткой испанского конституционализма принять консенсусную конституцию.
Несмотря на большинство в парламенте прогрессисты, пытаясь привлечь на свою сторону умеренных, пошли на важные уступки, отказавшись от принципа национального суверенитета, который был главным различием между ними и умеренными. В результате Корона в дополнение к праву назначать исполнительную власть также получила права налагать вето на законы, принятые парламентом, распускать Кортесы и назначать новые выборы. Вместо однопалатного парламента образца 1812 году был создан двухпалатный. Верхняя палата (Сенат) должен был обеспечить более широкое участие консервативных сил в политике и тем самым позволить консерваторам интегрироваться в новую политическую систему. В то же время прогрессисты сделали общенародными выборы мэров, гарантировали права и свободы, в том числе свободу печати без предварительной цензуры, сохранили Национальную милицию и суд присяжных. Таким образом, Конституция 1837 при её всеохватности должна была объединить либералов.
После принятия Конституции был разработан новый избирательный закон, основанный на цензусном избирательном праве. Право голоса получили только те испанцы, которые уплачивали налогов в казну в размере не меньше 200 реалов в год, в результате в списки избирателей было включено не более 5% испанского населения.
Новая конституция действовала вплоть до 1845 года, когда «модерадос» во время так называемого «Десятилетия умеренных» (исп. Década moderada) добились принятия своей Конституции.
Сразу после утверждения новой конституции королева-регент распускает Кортесы.